# Grâușorul
Grâușorul (węg. Búzaháza) – wieś w Rumunii, w okręgu Marusza, w gminie Vărgata. W 2011 roku liczyła 205 mieszkańców.